# Institut Catholique de Paris
Institut Catholique de Paris (pol. „paryski Instytut Katolicki”, „Instytut Katolicki w Paryżu”) – prywatna uczelnia chrześcijańska, założona w 1875 roku w Paryżu.
Składa się z 6 wydziałów, 16 instytutów i 16 kolegiów. Uniwersytet ma 750 pracowników naukowych, 7,5 tys. studentów, wśród nich wielu spoza Francji, ok. 7 tys. stażystów i wolnych słuchaczy. Jego siedziba znajduje się w okolicach Dzielnicy Łacińskiej w Paryżu.
Do grona jego studentów należał René Laurentin, a także polscy biskupi Tadeusz Kusy i Jan Piotrowski.